# Jalapyphantes obscurus
Jalapyphantes obscurus là một loài nhện trong họ Linyphiidae.
Loài này thuộc chi Jalapyphantes. Jalapyphantes obscurus được Alfred Frank Millidge miêu tả năm 1991.